# Jammertal (Naturschutzgebiet)
Das Jammertal ist ein Naturschutzgebiet mit einer Gesamtgröße von etwa 60,3 ha. Es besteht aus drei Teilflächen in zwei amtlich separat geführten Teilgebieten, die eine naturräumliche Einheit bilden. Das zur Stadt Herford gehörende Gebiet HF-008 mit einer Teilfläche hat eine Größe von rund 56,6 ha; das im Ortsteil Brake der Stadt Bielefeld liegende Gebiet BI-037 mit zwei Teilflächen eine Größe von rund 3,7 ha.

## Flora und Fauna
Das Gebiet schützt ein für das Ravensberger Hügelland typisches und hier hervorragend ausgeprägtes Sieksystem, insbesondere naturnah ausgeprägten Wald, Feuchtwiesen und Feuchtweiden und Röhricht, sowie die Lebensgemeinschaften an und in Fließ- und Stillgewässern.

Impressionen
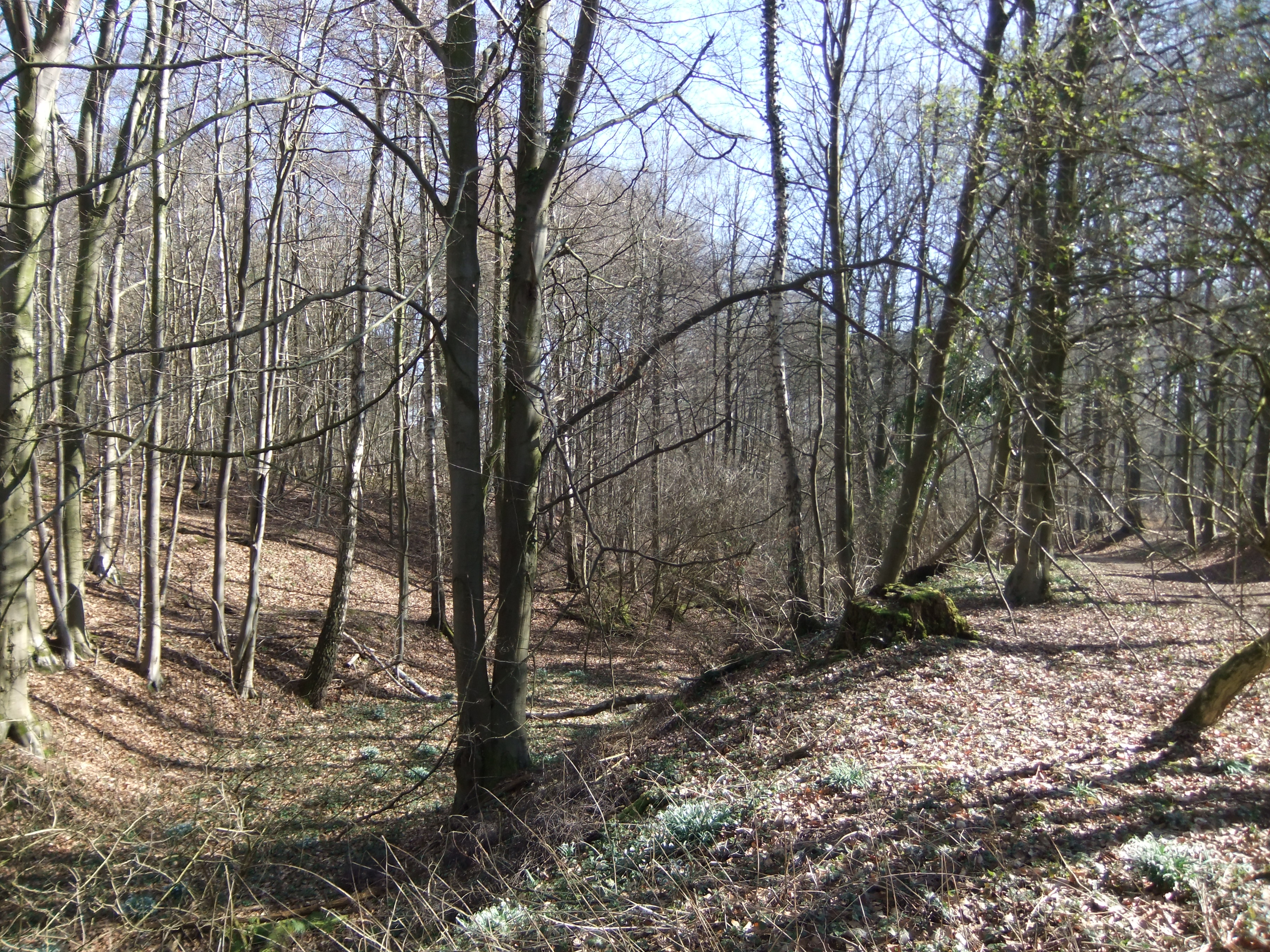
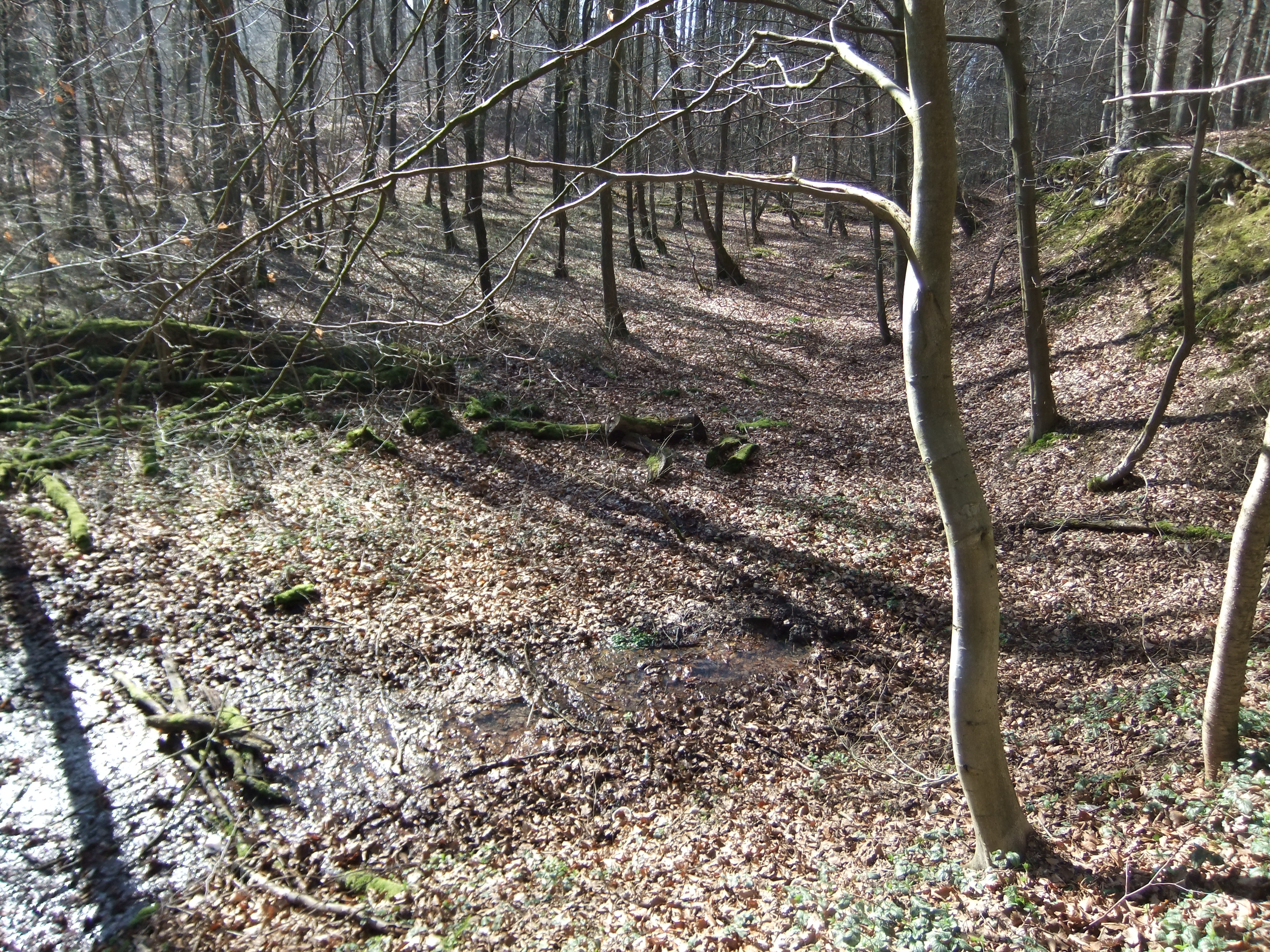
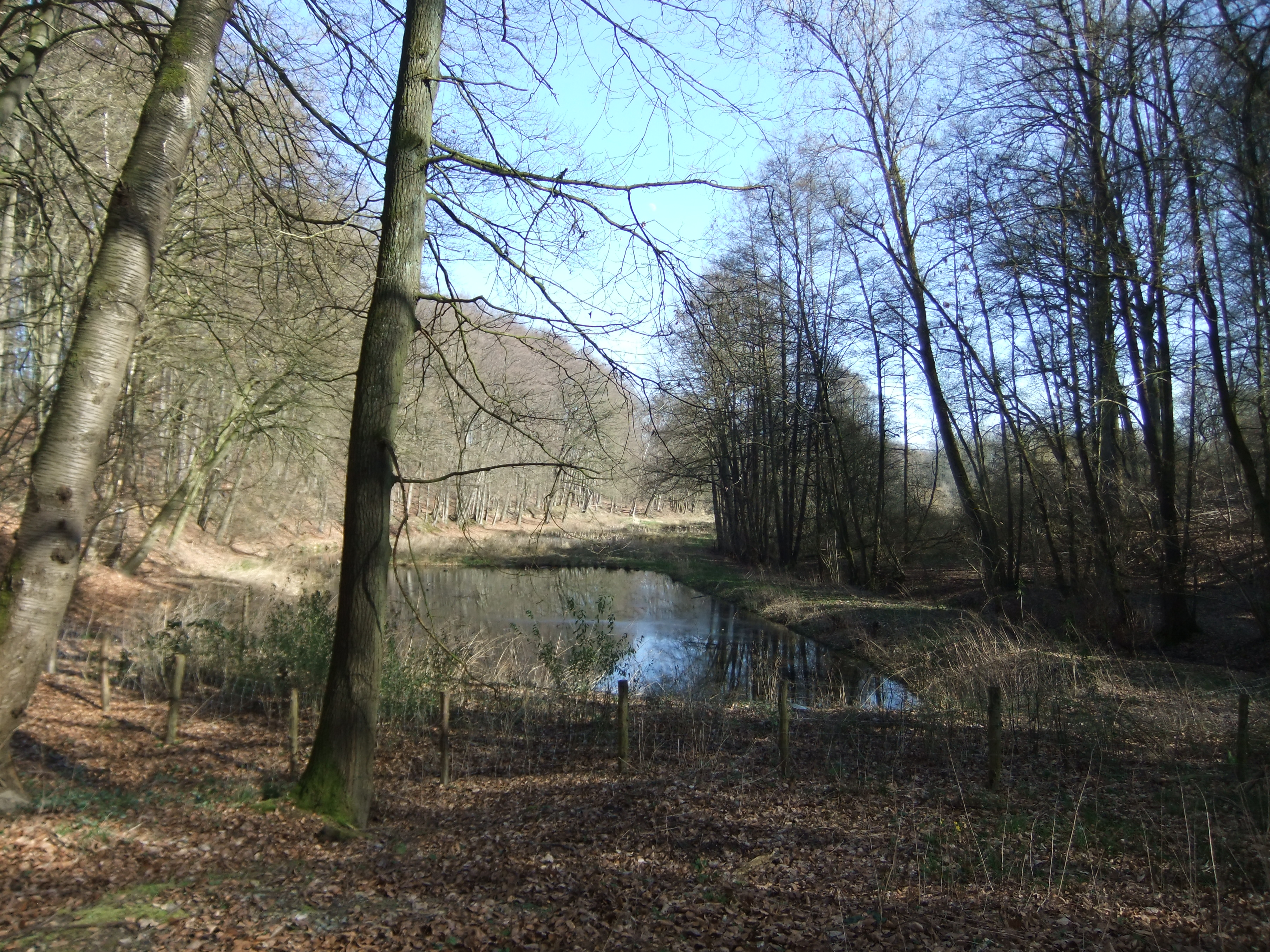
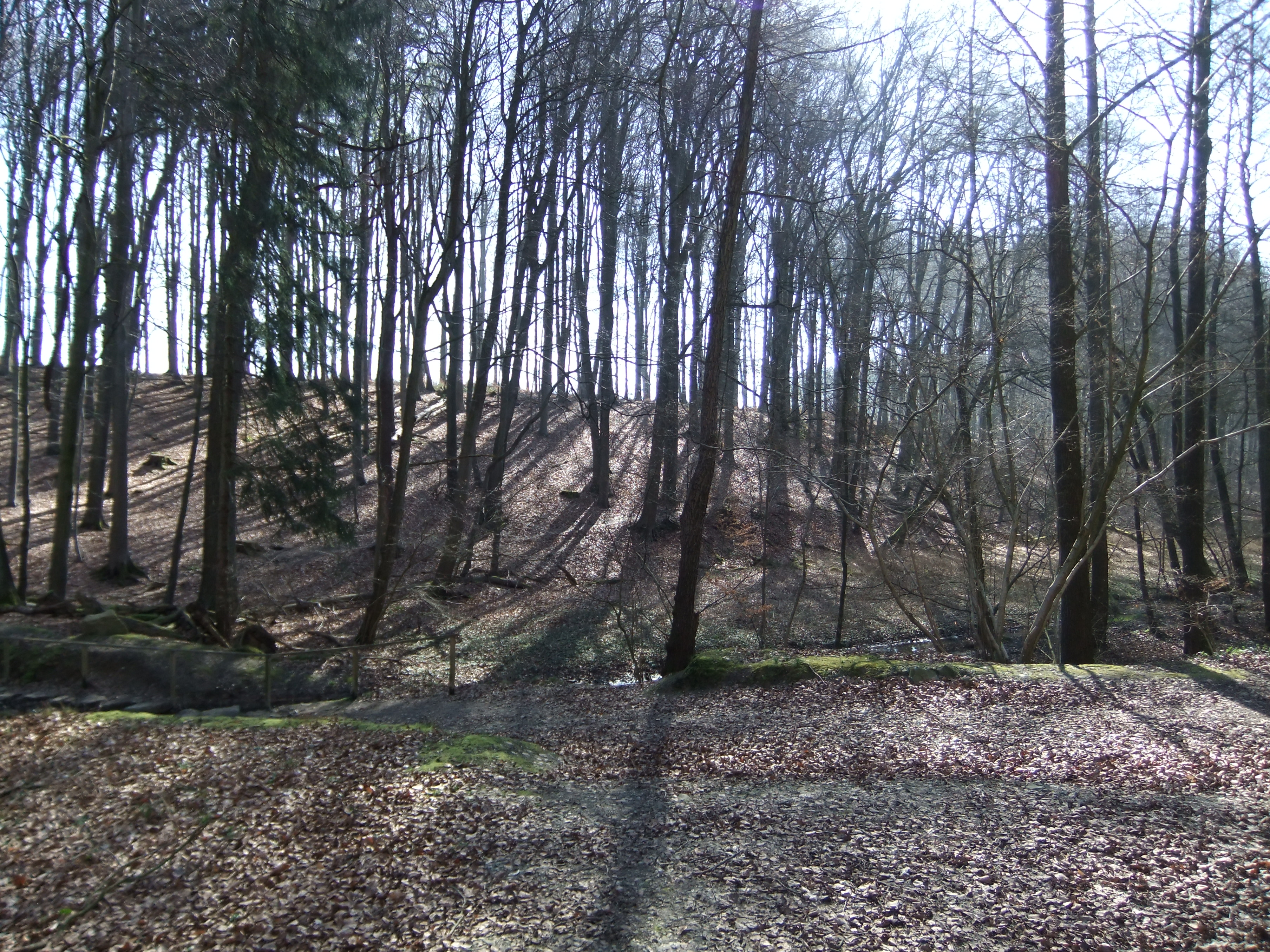